# Ejido San Francisco
Ejido San Francisco är en ort i Mexiko, tillhörande kommunen Tecámac i delstaten Mexiko. Ejido San Francisco ligger i den centrala delen av landet och tillhör Mexico Citys storstadsområde. Orten hade 246 invånare vid folkmätningen 2010.